# 児玉一
児玉 一（こだま ひとし、1947年（昭和22年）1月22日 - ）は、日本の政治家。秋田県鹿角市長（4期）。

## 来歴
秋田県鹿角郡花輪町（現・鹿角市）出身。秋田県立十和田高等学校卒業後、家業の農業、旧花輪町役場の臨時職員を経て、1970年（昭和45年）4月に同町役場に正式採用される。
1972年（昭和47年）4月1日、花輪町、十和田町、尾去沢町、八幡平村が合併し、鹿角市が発足。鹿角市役所産業部長、総務部長などを務めたあと、2004年（平成16年）5月、鹿角市助役に就任。
2005年（平成17年）、佐藤洋輔鹿角市長が健康上の理由により任期途中で辞任。同年7月3日に行われた市長選挙に立候補し初当選した。
2009年（平成21年）、再選。2013年（平成25年）、3選。2017年（平成29年）、4選。2021年（令和3年）、市長を退任。

## 不祥事
- 2008年から2012年までの間、市税の滞納税の徴収を怠っていたとして元秋田弁護士会会長の虻川高範弁護士らから住民訴訟を起こされ、秋田地方裁判所の判決で違法な処理がなされていたとして、市幹部と連帯し約350万円の損害賠償責任を負った[5]。

- 市長退任後の2022年1月19日、市長在任時の2020年5月19日に行われた旧市立中学校校舎の冷暖房設備工事の一般競争入札において、同市内の建設業者役員に最低制限価格を漏らした事により、官製談合防止法違反などの疑いで秋田県警捜査2課により逮捕された[6][7]。2月9日、上記の罪で起訴され、同日、道の駅かづのの改修工事の入札でも工事価格などを漏らしたとして再逮捕された[8]。3月2日、道の駅かづのの改修工事の入札を巡り、最低制限価格などを業者に漏らして入札の公正を害したとして再逮捕された[9]。7月25日、官製談合防止法違反の罪などで秋田地方裁判所から懲役3年、執行猶予4年を言い渡された[10]。